# Cơ (họ)
Cơ (chữ Hán: 姬, Bính âm: Ji) là một họ của người Trung Quốc. Tuy chỉ xếp thứ 213 trong danh sách Bách gia tính nhà Tống nhưng đây là một trong họ có nguồn gốc cổ nhất của Trung Quốc, nó là họ của các vua nhà Chu, một trong những triều đại đầu tiên của lịch sử Trung Quốc. Theo truyền thống thì chỉ có vua Chu mới được mang họ Cơ, vì vậy có rất ít mang họ này, cho đến nay đây là một họ hiếm ở Trung Quốc.

## Người Trung Quốc họ Cơ nổi tiếng
- Đế Khốc tên thật là Cơ Tuấn một trong Ngũ Đế
- Cơ Hậu Tắc tên thật là Cơ Khí thủy tổ Nhà Chu vua đầu tiên nước Thai
- Cơ Bất Khuất, vua thứ 2 nước Thai
- Cơ Cúc, vua thứ 3 nước Thai
- Cơ Công Lưu, vua thứ 4 nước Chu
- Cơ Khánh Tiết, vua thứ 5 nước Chu
- Cơ Hoàng Bộc, vua thứ 6 nước Chu
- Cơ Sai Phất, vua thứ 7 nước Chu
- Cơ Hủy Hiểm, vua thứ 8 nước Chu
- Cơ Công Phi, vua thứ 9 nước Chu
- Cơ Cao Ngữ, vua thứ 10 nước Chu
- Cơ Á Ngữ, vua thứ 11 nước Chu
- Chu Thái vương
- Ngô Thái Bá tên thật là Cơ Thái Bá, vua đầu tiên nước Ngô
- Các vua nhà Chu bắt đầu từ Chu Vũ Vương Cơ Phát
- Đằng Thúc Tú, vua đầu tiên nước Đằng
- Mao Thúc Trịnh, vua đầu tiên nước Mao
- Thành Thúc Vũ, vua đầu tiên nước Thành
- Sái Thúc Độ, vua đầu tiên nước Sái
- Thiệu công Thích, tên thật là Cơ Thích vua đầu tiên nước Thiệu
- Lỗ Bá Cầm, tên thật là Cơ Bá Cầm, vua đầu tiên nước Lỗ
- Tào Thúc Chấn Đạc, tên thật là Cơ Chấn Đạc vua đầu tiên nước Tào
- Vệ Khang Thúc, tên thật là Cơ Phong vua đầu tiên nước Vệ
- Chu Công Đán, tên thật là Cơ Đán, đại thần phụ chính nhà Chu
- Nhiễm Quý Tái
- Đường Thúc Ngu, tên là Cơ Ngu, vua đầu tiên nước Tấn
- Trịnh Hoàn Công, tên là Cơ Hữu vua đầu tiên nước Trịnh
- Hạp Lư, tên là Cơ Quang (Công tử Quang), vua nước Ngô thời Xuân Thu
- Tấn Văn Công, tên là Cơ Trùng Nhĩ (Công tử Trùng Nhĩ), vua nước Tấn thời Xuân Thu
- Cơ Bằng Phi, bộ trưởng Bộ Ngoại giao Cộng hòa Nhân dân Trung Hoa